# Coupe du Malawi féminine de football
La coupe du Malawi féminine de football (en anglais : FAM National Women's Cup) est une compétition malawite de football féminin à élimination directe créée en 2008. Elle est organisée par la Fédération du Malawi de football.

## Palmarès
| Saison | Vainqueur          | Score       | Finaliste           |
| ------ | ------------------ | ----------- | ------------------- |
| 2008   | DD Sunshine        |             |                     |
| 2008   | Quaito Stars       |             |                     |
| 2008   | Zomba Super Queens |             |                     |
| 2010   | DD Sunshine        | 2-1         | Blantyre Zero       |
| 2011   | DD Sunshine        | 5-0         | DD Sunshine Youth   |
| 2013   | Blantyre Zero      |             |                     |
| 2014   | Blantyre Zero      |             |                     |
| 2015   | Blantyre Zero      | 0-0 7-6 tab | Ntopwa Super Queens |

## Coupe présidentielle
Une Coupe présidentielle (en anglais : Presidential Cup) est jouée depuis 2010 et oppose 4 clubs. Le palmarès est le suivant : 
| Saison    | Vainqueur   | Score | Finaliste      |
| --------- | ----------- | ----- | -------------- |
| 2010      | DD Sunshine |       |                |
| 2011      | DD Sunshine | 1-0   | Blantyre Zero  |
| 2012      | DD Sunshine |       |                |
| 2013      | Skipper FC  |       |                |
| 2016      | DD Sunshine |       |                |
| 2017      | Skippers FC | 1-0   | Moyale Sisters |
| 2018-2019 | DD Sunshine | 3-2   | Skippers FC    |
| 2020      | DD Sunshine | 3-1   | Blantyre Zero  |